# Baffinellaceae
Famille
Les Baffinellaceae sont une famille d'algues de l'embranchement des Cryptista, de la classe des Cryptophyceae et de l’ordre des Cryptomonadales.

## Étymologie
Le nom de la famille vient du genre type Baffinella, nommé en référence à la baie de Baffin dans laquelle, en 1998, a été découvert cet organisme cryptophyte, lequel ne fut décrit que vingt ans plus tard. 

## Liste des genres
Selon AlgaeBase (26 août 2022) :
- Baffinella Norlin & Daugbjerg, 2018

## Systématique
Le nom correct complet (avec auteur) de ce taxon est Baffinellaceae Daugbjerg & Norlin, 2018.

## Publication originale
- Daugbjerg, N., Norlin, A. & Lovejoy, C. (2018). Baffinella frigidus gen. et sp. nov. (Baffinellaceae fam. nov., Cryptophyceae) from Baffin Bay: morphology, pigment profile, phylogeny, and growth rate response to three abiotic factors. Journal of Phycology 54(5):  665-680.